# 新街镇 (嘉鱼县)
新街镇，是中华人民共和国湖北省咸寧市嘉鱼县下辖的一个乡镇级行政单位。

## 行政区划
新街镇下辖以下地区：
新街社区、马鞍山村、晒甲山村、港东村、蜀港村、王家月村、沙湖岭村、余码头村和三畈村。